# Condorcet-vesztes kritérium
A Condorcet-vesztes kritérium (CLC) egy győztest választó szavazási rendszerek megkülönböztetésére alkalmas kritérium, amely magában foglalja a többségi vesztes kritériumot is.
Egy a Condorcet-vesztes kritériumnak megfelelő szavazási rendszer soha nem engedi, hogy egy Condorcet-vesztes nyerjen. A Condorcet-vesztes az a jelölt, akit egy fej-fej melletti versenyben bármely másik jelölt legyőzne. (Nem minden választáson van Condorcet-vesztes, mivel előfordulhat, hogy három vagy több jelölt kölcsönösen legyőzhető a különböző egymás elleni versenyeken.)
A Smith-kritérium magában foglalja a Condorcet-vesztes kritériumot, mivel a Smith-halmazban egyetlen jelölt sem veszíthet egy olyan jelölt ellen, aki nem szerepel a Smith-készletben.
A Condorcet-vesztes kritériumnak megfelelő módszerek a (többek között) következők: kétfordulós szavazás, azonnali többfordulós szavazás (IRV), a Schulze-módszer, a rangsorolt párok módszere és a Kemeny-Young módszer. Bármely többfordulós szavazási mód, amelyben az utolsó fordulóban két jelölt között dönthetnek a szavazók, megfelel a feltételnek, mindaddig, amíg minden szavazó kifejezheti preferenciáját a második fordulóban, pl. a STAR szavazás csak akkor felel meg a kritériumnak, ha a szavazók mindig meg tudják jelölni az általuk választott preferenciát pontszámaikban; ha 6-nál több jelölt van, akkor ez lehetetlen.
A nem megfelelő módszerek a következők: relatív többségi szavazás és a jóváhagyó szavazás.

## Lásd még
- Condorcet módszer
- Condorcet kritérium